# Quien a hierro mata
Quien a hierro mata es una película de suspense española dirigida por Paco Plaza y estrenada en 2019. El elenco principal de la película se compone por Luis Tosar, Xan Cejudo e Ismael Martínez.

## Sinopsis
Mario ejerce de enfermero en una residencia en Betanzos, Galicia. Allí donde trabaja es querido y apreciado por todo el mundo. De pronto ingresa en la residencia el conocido narcotraficante gallego Antonio Padín. Mario, comprometido con su profesión, le hace sentir como en casa.
Después de la retirada de su padre, Kike y Toño Padín, sus hijos, se ponen al frente del clan familiar. En una de sus operaciones de contrabando fallarán y, además de entrar Kike en la cárcel, contraerán una deuda cuantiosa con un proveedor colombiano. El hermano libre, Toño, intentará por todos los medios que Antonio Padín haga frente a la deuda, contando con Mario de mediador. Sin embargo, Mario tiene sus propios planes.

## Producción
La película fue producida en un 90% por empresas españolas. Del porcentaje nacional, la productora Vaca Films contribuyó en un 85% y Atresmedia Cine aportó un 5%. El 10% restante de la producción total la llevó la empresa francesa Playtime Production. 
El rodaje duró poco más de un mes, del 27 de marzo al 30 de abril de 2018. Las localizaciones elegidas para la película fueron principalmente Betanzos y, en menor medida, Cambados; ambos municipios de Galicia.

## Curiosidades
La película termina con una dedicatoria a Xan Cejudo, que murió casi un año antes del estreno de la película en cines.

## Recepción y crítica
El líneas generales, la crítica especializada reconoció la película como un buen trabajo. El País elogió la labor de Paco Plaza a la dirección: "Su vocación es el género de terror, las tinieblas, los monstruos que acechan. Y lo hace muy bien, está muy dotado para provocar el escalofrío en el receptor". En El Mundo tildan la película de "adictiva" y señalan su capacidad de "convertir la magistral puesta en escena en un rito iluminado y riguroso en el que todo queda a la vista. Hasta el más oscuro de los abismos." Desde Fotogramas escriben: "La vida sigue igual en este fenómeno (agradecido en su mayoría) del thriller nacional, pero no a partir del film de Paco Plaza, destinado a volarlo por los aires o a convertirse en una isla de referencia".

## Premios
| Año  | Premio                    | Categoría                                   | Nominado                                            | Resultado |
| ---- | ------------------------- | ------------------------------------------- | --------------------------------------------------- | --------- |
| 2020 | Premios José María Forqué | Interpretación masculina                    | Enric Auquer                                        | Nominado  |
| 2020 | Premios Feroz             | Mejor actor de reparto                      | Enric Auquer                                        | Ganador   |
| 2020 | Premios Feroz             | Mejor actor protagonista                    | Luis Tosar                                          | Nominado  |
| 2020 | Premios Feroz             | Mejor película dramática                    |                                                     | Nominado  |
| 2020 | Premios Goya              | Mejor actor protagonista                    | Luis Tosar                                          | Nominado  |
| 2020 | Premios Goya              | Mejor actor revelación                      | Enric Auquer                                        | Ganador   |
| 2020 | Premios Goya              | Mejor sonido                                | David Machado, Gabriel Gutiérrez, Yasmina Praderas  | Nominado  |
| 2020 | Premios Mestre Mateo      | Mejor largometraje                          |                                                     | Nominado  |
| 2020 | Premios Mestre Mateo      | Mejor dirección                             | Paco Plaza                                          | Nominado  |
| 2020 | Premios Mestre Mateo      | Mejor dirección artística                   | Javier Alvariño                                     | Nominado  |
| 2020 | Premios Mestre Mateo      | Mejor dirección de fotografía               | Pablo Rosso                                         | Nominado  |
| 2020 | Premios Mestre Mateo      | Mejor dirección de producción               | Oriol Maymó                                         | Nominado  |
| 2020 | Premios Mestre Mateo      | Mejor guion                                 | Juan Galiñanes y Jorge Gerricaechevarría            | Nominado  |
| 2020 | Premios Mestre Mateo      | Mejor interpretación femenina de reparto    | María Vázquez                                       | Ganador   |
| 2020 | Premios Mestre Mateo      | Mejor interpretación masculina de reparto   | Enric Auquer                                        | Nominado  |
| 2020 | Premios Mestre Mateo      | Mejor interpretación masculina de reparto   | Xan Cejudo                                          | Ganador   |
| 2020 | Premios Mestre Mateo      | Mejor interpretación masculina protagonista | Luis Tosar                                          | Nominado  |
| 2020 | Premios Mestre Mateo      | Mejor maquillaje y peluquería               | Susana Veira y Beatriz Antelo                       | Ganador   |
| 2020 | Premios Mestre Mateo      | Mejor montaje                               | David Gallart                                       | Nominado  |
| 2020 | Premios Mestre Mateo      | Mejor música original                       | Maika Makovski                                      | Nominado  |
| 2020 | Premios Mestre Mateo      | Mejor canción                               | David Machado, Gabriel Gutiérrez y Yasmina Praderas | Nominado  |
| 2020 | Premios Mestre Mateo      | Mejor vestuario                             | Vinyet Escobar                                      | Nominado  |
| 2020 | Premios Gaudí             | Mejor dirección de producción               | Oriol Maymó                                         | Ganador   |
| 2020 | Premios Gaudí             | Mejor actor secundario                      | Enric Auquer                                        | Ganador   |
| 2020 | Premios Gaudí             | Mejor música original                       | Maika Makovski                                      | Nominado  |
| 2020 | Premios Gaudí             | Mejor sonido                                | David Machado, Gabriel Gutiérrez, Yasmina Praderas  | Nominado  |
| 2020 | Premios Gaudí             | Mejor vestuario                             | Vinyet Escobar                                      | Nominado  |